# Бери (община Подгорица)
Вижте пояснителната страница за други значения на Бери.
Бери (на сръбски: Бери) е село в Черна гора, част от Община Подгорица. Населението на селото през 2003 година е 485 души, предимно етнически черногорци.

## Население
- 1948 – 296 жители
- 1953 – 287 жители
- 1961 – 320 жители
- 1971 – 374 жители
- 1981 – 400 жители
- 1991 – 419 жители
- 2003 – 485 жители

### Етнически състав
(2003)
- 327 (67,42 %) – черногорци
- 149 (30,72 %) – сърби
- 5 (1,03 %) – югославяни
- 1 (0,20 %) – хърватин
- 1 (0,20 %) – неопределен

|  | Тази страница частично или изцяло представлява превод на страницата „Бери (Подгорица)“ в Уикипедия на сръбски. Оригиналният текст, както и този превод, са защитени от Лиценза „Криейтив Комънс – Признание – Споделяне на споделеното“, а за съдържание, създадено преди юни 2009 година – от Лиценза за свободна документация на ГНУ. Прегледайте историята на редакциите на оригиналната страница, както и на преводната страница, за да видите списъка на съавторите. ВАЖНО: Този шаблон се отнася единствено до авторските права върху съдържанието на статията. Добавянето му не отменя изискването да се посочват конкретни източници на твърденията, които да бъдат благонадеждни. |